# Distretto di El Malah
Il distretto di El Malah è un distretto della provincia di ʿAyn Temūshent, in Algeria, con capoluogo El Malah.

## Comuni
I comuni del distretto sono:
- El Malah
- Ouled Kihal
- Terga
- Chaabet El Ham